# 다치바나정 (야마구치현)
다치바나정(橘町)은 야마구치현 야시로섬에 있었던 정이다. 2004년 10월 1일에 오시마정, 구카정, 도와정과 합병해 스오오시마정이 되었다.
오시마군에 소속되어 있으며 면적은 28.85㎢, 2004년 4월 기준 인구는 5,671명이었다.

## 지리
야마구치현 동부 야시로 섬(슈호오시마)의 중부에 위치하고 있다.서쪽은 오시마정과 구가정, 동쪽은 도와정, 북쪽은 히로시마만, 남쪽은 세토 내해에 접하고 있었다.

## 역사
- 1955년 4월 10일 - 아게노쇼정, 히로이촌이 합병해 성립하였다.
- 1956년 4월 10일 - 오시마정의 일부를 편입하였다.
- 2004년 10월 1일 - 오시마정, 구카정, 도와정과 합병해 스오오시마정이 성립하였다. 동일 다치바나정은 폐지되었다.

## 교통

### 도로
- 국도 제437호선 (일본)(일본어판)